# Heiltsuk-oowekyala
Le heiltsuk-oowekyala est une langue wakashane parlée par les Heiltsuks et les Wuikinuxv dans quelques villages côtiers proches de Bella Coola en Colombie-Britannique par 300 personnes en 1991. Ses deux variantes principales sont le heiltsuk (Haíɫzaqvḷa ou Haíɫzaqvḷa, anciennement appelé bella-bella), parlé à Bella Bella et Klemtu, et le oowekyala (’Wùik̓ala), parlé à Rivers Inlet. Elles sont proches du haisla et du kwakwala, formant avec elles le groupe des langues wakashanes du Nord.

## Variétés
Pour le heiltsuk, il n'existe pas de différences importantes entre les variétés contemporaines en usage dans les villages de Bella Bella et Klemtu. Cependant, au XIXe siècle, on identifiait quatre variétés : w̓úyalitix̌v, w̓úíƛ̓itx̌v, q̓vúqvay̓aítx̌v, y̓ísdáitx̌v. On peut aussi compter le x̌íx̌ís, anciennement parlé à Kynoch Inlet. Ces cinq dialectes correspondent au cinq tribus heiltsuks, les W̓úyalitix̌v, les W̓úíƛ̓itx̌v, les Q̓vúqvay̓aítx̌v, les Y̓ísdáitx̌v et les X̌íx̌ís.

## Écriture
L’orthographe adoptée par le Heiltsuk Education Cultural Centre a été conçue par John C. Rath, consultant linguistique au Bella Bella Cultural Centre dans les années 1970 et 1980.
| b  | p | p̓ | m | ṃ́ | ṃ | m̓  | ṃ̓  | d  | t  | t̓ | n | ṇ́ | ṇ | n̓ | ṇ̓ | z | c  | c̓  | λ  |
| ƛ  | ƛ̓ | ɫ | l | ḷ́ | ḷ | l̓  | ḷ̓  | g  | k  | k̓ | x | y | í | i | y̓ | i̓ | gv | kv | k̓v |
| xv | w | ú | u | w̓ | u̓ | ǧv | qv | q̓v | x̌v | ǧ | q | q̓ | x̌ | h | á | a | h̓  | a̓  |    |

Dans l’orthographe de Rath, les lettres λ, ƛ, ƛ̓, ɫ peuvent être remplacée dh, th, t̓h, lh lorsque ces premières ne sont pas accessibles au clavier.
| a | b | c | c̓  | d  | dh | g  | h | i  | k | kv | k̓ | k̓v | l | lh | l̓  | m | m̓  | n | n̓ |
| p | p̓ | q | qv | q̓  | q̓v | s  | t | th | t̓ | t̓h | u | w  | w̓ | x  | xv | x̌ | x̌v | y | y̓ |
| z | ǎ | ǧ | ǧv | əl | əm | ən |   |    |   |    |   |    |   |    |    |   |    |   |   |